# Gunnarns GK

Gunnarns GK är en golfklubb i Lappland. Klubben har sedan 2007 en egen 9-hålsbana som ligger på kuperad ängsmark omgärdad av två tjärnar och ett öppet odlingslandskap.
Hösten 2000 påbörjades banbygget av förstudiegruppen med att genomföra åtgärder på markområde etapp 1 samt röjning av område framför Kalvtjärn. Gunnarns golfklubb bildades 5 juli 2001 och ansvarar sedan dess för projektet och driften av anläggningen.